# A Pirate of Turkey
A Pirate of Turkey è un cortometraggio muto del 1909. Il nome del regista non viene riportato.

## Produzione
Il film fu prodotto dalla Powers Picture Plays. Fu il primo prodotto dalla neonata compagnia di Pat Powers.

## Distribuzione
Distribuito dalla Powers Picture Plays, il film uscì nelle sale cinematografiche USA il 6 febbraio 1909.